# James Douglas
James Douglas   (Douglas, c. 1286 - Teba, 25 d'agost de 1330) James Douglas, tambe conegut com Sir James Douglas, Douglas el Negre o Good Sir James. Senyor de Douglas. Va ser un cavaller escocès, avui considerat un heroi nacional, que es va distingir com a comandant en cap durant les Guerres d'Independència d'Escòcia.

## Biografia
Fou fill de Sir William Douglas dit Le Hardy (L'atrevit) que havia estat el primer noble partidari de William Wallace (va morir cap al 1298, presoner dels anglesos, a la Torre de Londres) i fou Senyor de Douglas (Lord of Douglas). La seva mare fou Elizabeth Stuart († 1289 o abans), filla d'Alexandre Stuart d'Escòcia, 4t Gran Senescal d'Escòcia (4th High Steward of Scotland). Elizabeth va morir al voltant de l'any 1287 o a principis del 1288. El seu pare es va tornar a casar a finals de 1288, de manera que el naixement de Douglas havia de ser anterior, tanmateix, la destrucció dels registres a Escòcia fa que sigui impossible determinar una data exacta o fins i tot un any.
Douglas va ser enviat a la Gàl·lia per seguretat en els primers dies de les guerres de la independència, i va ser educat a París. Allà va conèixer William Lamberton, bisbe de St. Andrews, que el va prendre com a escuder. Va tornar a Escòcia amb Lamberton. Les seves terres havien estat confiscades i adjudicades a Robert Clifford. Lamberton el va presentar a la cort anglesa on va demanar el retorn de la seva terra, ocupada poc després de la captura del Castell d'Stirling, el 1304. Tanmateix, quan Eduard I d'Anglaterra va saber de qui era el fill es va enfadar i Douglas es va veure obligat a marxar.

## Primeres gestes militars
Les accions militars de Douglas contra l'exèrcit anglès durant la major part del 1307 i principis del 1308, encara que es van limitar majoritàriament al seu Douglasdale nadiu, van ser essencials per mantenir l'enemic al sud i per poder alliberar en Robert de Bruce (Robert I d'Escòcia) i seguir fent la campanya al nord. Aviat es va crear una reputació formidable com a soldat i tàctic. Mentre Bruce feia campanya al nord contra els seus enemics domèstics, Douglas va utilitzar el bosc de Selkirk per organitzar atacs mòbils, molt efectius contra l'enemic. També es va mostrar totalment despietat, sobretot en els seus atacs implacables a la guarnició anglesa del seu propi Castell de Douglas, que van fer-se famosos.
Amb l'ajuda del seu parent Thomas Dickson, fill del comte Richard Keith i antic castellà del Castell de Douglas, Douglas i la seva petita tropa es van amagar fins al matí del Diumenge de Rams, quan la guarnició va abandonar els merlets per assistir a l'església local. Recollint el suport dels viletans, va entrar a l'església i al crit de "Douglas! Douglas!". Alguns dels soldats anglesos van ser assassinats i altres fets presoners. Els presoners van ser portats al Castell, ara en gran part buit. Els presoners van ser decapitats i col·locats al damunt d'una pila, que va ser incendiada. Abans de marxar, els pous foren enverinats amb sal i cavalls morts. La gent local aviat va donar a tot el terrible episodi el nom de "Douglas Larder".
L'agost de 1308, Douglas es va reunir amb el rei per un atac conjunt contra els MacDougall de Lorn, parents dels Comyn, el que fou el clímax de la campanya del rei Bruce al nord. Dos anys abans, els Macdougall havien interceptat i mutilat l'exèrcit reial a la batalla de Dalrigh. Ara esperaven l'arribada dels seus oponents a l'estret pas de Brander, entre Ben Cruachan i Loch Awe a Argyllshire. Mentre en Bruce va clavar l'enemic en un pas, Douglas, completament desapercebut, va dirigir un grup de fidels Highlanders més amunt de la muntanya, llançant un atac sorpresa des de la part posterior. Fou la Batalla del Pas de Brander. Tornant al sud poc després, Douglas es va unir amb Edward Bruce , germà del rei, en un assalt reeixit al castell de Rutherglen prop de Glasgow , i va continuar una campanya posterior a Galloway.

## Guerra de la independència d'Escòcia
Continuant els atacs de la Guerra de la Independència, es va apoderar del Castell de Roxburgh, per sorpresa, el 1314. La seva tàctica, tot i que senzilla, va ser brillant i eficaç. La nit del 19 al 20 de febrer de 1314, dimarts de carnaval i dimecres de cendra, els soldats del castell es van veure diverses formes fosques sota els merlets i es va suposar erròniament que eren bestiar. Douglas havia ordenat als seus homes que es cobressin amb les seves capes i s'arrosseguessin cap al castell a quatre grapes, com animals. Amb la major part de la guarnició de celebració just abans del dejuni de Quaresma, els homes de Douglas van llançar ganxos d'escala amb escales de corda adossades a les parets. Sorpresos, els defensors es van veure desbordats en poc temps. El castell de Roxburgh, un dels millors d'Anglaterra, va ser destruït d'acord amb la política de Robert de Bruce d'eliminar els punts forts a l'enemic.
El repte més gran per a Bruce va arribar aquell mateix any quan Eduard I d'Anglaterra va envair Escòcia amb un gran exèrcit, dirigit contra el castell d'Stirling, controlat pels homes de james Douglas. L'exèrcit escocès, aproximadament una quarta part de la mida de la força enemiga, es trobava al sud de Stirling i es disposava a retirar-se ràpidament al país salvatge de l'oest. No obstant això, la seva posició just al nord del Bannock Burn tenia forts avantatges naturals, i el rei va donar ordres de suspendre durant un temps les tàctiques guerrilleres perseguides fins ara. El matí del 24 de juny i abans de la batalla, Barbour afirma que va ser llavors quan Douglas va ser nomenat cavaller.
Un cop vençut l'exèrcit anglès, Douglas va demanar l'honor de perseguir Eduard I d'Anglaterra, que va haver de fugir amb el seu estol de cavallers, una tasca realitzada amb un vigor tan implacable que els fugitius, segons Barbour, "no van tenir ni temps per fer aigua". Al final, el rei anglès només va aconseguir evadir Douglas refugiant-se al castell de Dunbar .
Es va convertir en un dels principals lloctinents del rei en les operacions militars, i durant el Parlament de Scone el 3 décembre 1318, Robert I el va nomenar com a successor eventual de Thomas Randolph, comte de Moray, a la regència del regne. Tutor del seu futur hereu si resultava que aquest últim era menor d'edat .
La batalla de Bannockburn, a més de foragitar els anglesos d'Escòcia, va deixar el nord d'Anglaterra oberta a l'atac dels homes de Douglas. Així, en els anys següents, es feren famosos els 'Blak Dowglas'. entre els anglesos

## Ascens dels Douglas
La "guerra de les fronteres" que es va iniciar va afavorir molt l'estratègia de batalla dels homes de Douglas i aquest fet fou determinant per exlicar l'ascens constant en importància de la seva família durant en els següents anys. Les tàctiques utilitzades per Douglas, senzilles van fer temibles els seus homes. Tot i que la majoria de la lluita va ser a peu, també varen utilitzar petits cavalls coneguts com a hobbins, donant el nom de hobelar, tant al cavall com al genet. Els hobelars escocesos havien de causar el mateix grau de pànic a tot el nord d'Anglaterra que els vaixells víkings del segle IX.
Amb el rei, el comte de Moray i Edward Bruce ocupats, des del 1315, en el nou teatre d'operacions que suposava Irlanda, Douglas va fer-se encara més necessari com a lluitador fronterer. El febrer de 1316 va guanyar una important batalla a Skaithmuir, prop de Coldstream, amb un grup de genets enviats des de la guarnició de Berwick. Entre els morts hi havia Edmond de Caillou, governador gascó del Castell de Berwick, i aparentment un nebot de Piers Gaveston, l'antic favorit d'Eduard II. Douglas va considerar que aquesta havia estat la lluita més dura en la qual havia participat mai.
Els èxits dels homes de Douglas van continuar: un conjunt d'atacs dirigit per Edmund FitzAlan, 9è Comte d'Arundel, va ser interceptat i derrotat a Lintalee, al sud de Jedburgh; un tercer grup va ser derrotat fora de les muralles de Berwick, on el seu líder, Sir Robert Neville, conegut com el 'Paó del Nord', i fill gran de Ralph Neville, primer baró Neville de Raby , va ser assassinat per Douglas en combat individual. Per tot plegat, l'estatus i la reputació de Douglas va créixer fins ser nomenat Tinent del Regne, amb els Steward , quan Bruce i Moray van anar a Irlanda a la tardor de 1316.

## Portador del cor del Rei Robert I
A la mort del rei Robert I, el 7 de juny del 1329, per satisfer el desig del monarca de tenir el seu cor enterrat a Terra Santa, James Douglas va embarcar-se el febrer de 1330 fins a la Península Ibèrica, on va fer els honors a les despulles del seu rei. Després es va unir al rei Alfons XI de Castella en la seva guerra contra els sarrains de Granada. Durant els combats es va trobar aïllat i fou mort, el 25 d'agost del 1330, a Tena de Ardales . Les seves restes van ser bullides, la seva carn fou enterrada a Espanya i els seus ossos repatriats a Escòcia, per ser enterrats al Castell de Douglas.

## Descendència
James Douglas va deixar un fill, de mare desconeguda: William Douglas († 1333), mort a la batalla de Halidon Hill
També fou pare de diversos fills il·legítims:
- Archibald l'Horrible († 1400), va succeir al seu cosí, James Douglas, com a 3 comte de Douglas el 1388.
- Hugh Douglas († 1342/47).
- William Douglas Lord de Liddesdale († 1354).